# 青海省监察委员会
青海省监察委员会，简称青海省监委，是中华人民共和国青海省的省级地方国家监察机关，与中国共产党青海省纪律检查委员会合署办公。

## 历史沿革
2018年2月8日，青海省监察委员会挂牌成立。

## 历任领导
第十三届人大
- 任期：2018年2月11日－
- 主任：滕佳材（2018年1月31日[3]－2022年1月13日） → 汪洋（2022年3月29日－）
- 副主任：燕海茂（－2021年11月24日）、葛文平（－2018年11月28日）、田奎、赵浩明（2018年11月28日－2022年6月1日）、李清明（2022年6月1日－）、陈容（2022年6月1日－）
- 委员：汪琦（－2020年）、马鸿思（－2021年）、卫强（－2021年3月31日）、石俊洲（2019年7月31日－2021年）、王宏、马应龙（2019年7月31日－）、潘锋（2021年3月31日－）、陈昌正（2021年5月26日－2022年4月27日）、南积英（2022年4月27日－）